# Thomas Müller-Bahlke
Thomas Jakob Müller-Bahlke (* 20. April 1959 in Mexiko-Stadt) ist ein deutscher Historiker. Müller-Bahlke ist seit 2003 Direktor der Franckeschen Stiftungen in Halle (Saale) und seit 2015 Honorarprofessor an der Martin-Luther-Universität Halle-Wittenberg.

## Leben
Müller-Bahlke studierte Geschichte, Kommunikationswissenschaften und Ibero-Romanische Literatur an der Georg-August-Universität Göttingen. Er erhielt ein Forschungsstipendium des Deutschen Historischen Instituts in Washington, D.C. und der Vereinigten Evangelisch-Lutherischen Kirche Deutschlands. 1991 wurde er mit der Dissertation Die Entstehung der Lutherischen Kirche in Nordamerika promoviert und war anschließend wissenschaftlicher Mitarbeiter am Seminar für Mittlere und Neuere Geschichte an der Universität Göttingen.
1992 wurde Müller-Bahlke wissenschaftlicher Mitarbeiter an den Franckeschen Stiftungen in Halle sowie Leiter des Archivs der Stiftungen. Er rekonstruierte von 1993 bis 1995 die verloren geglaubte Kunst- und Naturalienkammer der Franckeschen Stiftungen. Sein Großvater war der letzte Waisenhauspfarrer in Halle, sein Vater ist in den Stiftungen aufgewachsen. 2003 wurde er Direktor der Franckeschen Stiftungen als Nachfolger von Helmut Obst. Müller-Bahlke ist Mitglied der Historischen Kommission für Sachsen-Anhalt, war von 2015 bis 2019 deren Vorsitzender und ist Direktoriumsmitglied des Interdisziplinären Zentrums für Pietismusforschung in Halle. Zusammen mit Kollegen gründete er 2001 den Verein für hallische Stadtgeschichte e.V. Von 2001 bis 2011 war er dessen Vorsitzender und von 2011 bis 2014 Vorstandsmitglied. Er ist Mitherausgeber der wissenschaftlichen Buchreihen Hallesche Forschungen und Forschungen zur hallischen Stadtgeschichte. 2008 gründete er den Sportverein Francke 08 und ist seitdem dessen Vorsitzender. 2006 war er Mitbegründer der Bürgerinitiative Hochstraße.
Seit Anfang 2015 ist er Honorarprofessor an der Halleschen Universität. Im gleichen Jahr erhielt er den halleschen Bürgerpreis Der Esel, der auf Rosen geht. Thomas Müller-Bahlke ist Autor und Herausgeber zahlreicher Fachveröffentlichungen.
2012 wurde er als Ehrenritter in den Johanniterorden aufgenommen.

## Veröffentlichungen (Auswahl)

### Autor
- mit Edmund Baron: Rundgang durch die Franckeschen Stiftungen zu Halle. Verlag Franckesche Stiftungen, Halle 2014, ISBN 978-3-939922-44-5.
- Die Wunderkammer der Franckeschen Stiftungen. Verlag Franckesche Stiftungen, Halle 2012, ISBN 978-3-939922-36-0.
- mit Paul Raabe: Das historische Waisenhaus. Das Hauptgebäude der Franckeschen Stiftungen zu Halle. Verlag Franckesche Stiftungen, Halle 2005, ISBN 978-3-447-06322-7.

### Herausgeber
- Das Hallesche Waisenhaus. Die Franckeschen Stiftungen mit ihren Sehenswürdigkeiten. Harrassowitz Verlag, Wiesbaden 2015, ISBN 978-3-447-10257-5.
- Heinrich Melchior Mühlenberg. Selbstbiographie von 1711 bis 1743. Verlag Franckesche Stiftungen, Halle 2011, ISBN 978-3-939922-32-2.
- Das Ansehen der Stadt. Halle in historischen Ansichten. Verlag Franckesche Stiftungen, Halle 2009, ISBN 978-3-447-06335-7.
- Bildung und städtische Gesellschaft. Beiträge zur hallischen Bildungsgeschichte. Mitteldeutscher Verlag, Halle 2004, ISBN 3-89812-219-0.
- Gott zur Ehr und zu des Landes Besten. Die Franckeschen Stiftungen und Preußen. Aspekte einer alten Allianz. Verlag Franckesche Stiftungen, Halle 2001, ISBN 978-3-447-06327-2.
- Salzburg – Halle – Nordamerika. Ein zweisprachiges Find- und Lesebuch zum Georgia-Archiv der Franckeschen Stiftungen. Verlag Franckesche Stiftungen, Halle 1999, ISBN 978-3-447-06367-8.